# بريان كروفورد
بريان كروفورد (بالإنجليزية: Bryan Crawford)‏ هو لاعب كرة القدم الكندية كندي، ولد في 18 فبراير 1982 في هاميلتون في كندا.